# 榛南
榛南（はいなん）は、かつての静岡県榛原郡南部地域を表す名称である。

## 概説
榛原郡は、大井川流域左岸を中心に静岡県最南端の御前崎から長野県境まで、直線距離でも100キロ近くある南北に細長い郡で、南部は駿河湾沿いの平野と牧ノ原と呼ばれる台地が中心であるのに対し、北部は急峻な山岳地帯であり、風俗や文化の面でも大きく違っているため、北と南を分けて扱われることが多かった。このため榛原郡南部を総称して榛南地域と呼ばれた。
1955年（昭和30年）の昭和の大合併から平成の大合併の2005年（平成17年）頃までは特に榛南地域という呼称が多く用いられていた。1961年（昭和36年）に榛南地域の一部であった榛原郡初倉村が島田市に編入したあとは、吉田町・榛原町・相良町・御前崎町が榛南4町と呼ばれ、警察署の管轄や電話（市外局番は0548）・病院の運営などの行政面から文化・スポーツなどの交流まで一緒に行われていた。
2004年（平成16年）に御前崎町が小笠郡浜岡町と合併して御前崎市が誕生し、静岡県の行政管轄域としては西部地域となり、さらに2005年（平成17年）には榛原町と相良町の合併により牧之原市が誕生し、榛原郡の南部には吉田町が存在するのみとなった。これに伴い榛南4町という括りは消滅したが、沿岸部共通の気候風土に加え、東名高速道路吉田IC、相良牧之原ICを玄関口に、国道150号（田沼街道）や国道473号沿線を中心とした産業立地、共通の地域性や沿線文化は現在も色濃く残っており、隣接する旧志太郡（2009年に消滅）エリアが現在も志太地域と総称されるのと同様に、榛南地域という呼称が現在も広く使用されている。

## 交通

### 主要道路・主要港
- 富士山静岡空港
- 御前崎港
- 東名高速道路
  - 吉田インターチェンジ
  - 相良牧之原インターチェンジ
  - 牧之原サービスエリア
- 幹線道路
  - 国道150号
  - 志太榛南バイパス（榛南幹線）
  - 国道473号
  - 国道473バイパス（金谷御前崎連絡道路）
  - 榛南広域農道

### 公共交通機関
- バス路線
  - しずてつジャストライン
    - 相良営業所
    - 榛原車庫（静波海岸入口）

## 榛南の名称を冠する主要な公共事業
- 榛南広域水道事業[1]
- 榛南幹線

## 榛南の名称を冠する主要な団体や施設等
- ハイナン農業協同組合（ＪＡハイナン）[2]
- 榛南ロータリークラブ[3]
- 榛南ライオンズクラブ[4]
- 榛南青年会議所[5]
- 榛南建築高等職業訓練校[6]
- 榛南FC（榛南ジュニアフットボールクラブ）[7]
- 榛南おやこ劇場[8]
- 榛南自動車学校[9]